# Montville (Seine-Maritime)
Montville település Franciaországban, Seine-Maritime megyében. Lakosainak száma 4618 fő (2022. január 1.). Montville Anceaumeville, Bosc-Guérard-Saint-Adrien, Eslettes, Fontaine-le-Bourg, Fresquiennes, Malaunay és Mont-Cauvaire községekkel határos.

## Népesség
A település népességének változása:
| Lakosok száma | 4833 | 4870 | 4917 | 4760 | 4661 | 4563 | 4593 | 4595 | 4618 |
|               | 2013 | 2015 | 2016 | 2017 | 2018 | 2019 | 2020 | 2021 | 2022 |